# Nuwara Eliya (Distrikt)
Koordinaten: 6° 58′ N, 80° 46′ O
Nuwara Eliya (singhalesisch නුවරඑළිය දිස්ත්‍රික්කය Nuvara Ĕliya distrikkaya; Tamil நுவரெலியா மாவட்டம் Nuvarĕliyā māvaṭṭam) ist ein Distrikt in der Zentralprovinz in Sri Lanka. Der Hauptort ist Nuwara Eliya.

## Geografie
Der Distrikt Nuwara Eliya liegt im Zentrum der Insel und gehört zur Zentralprovinz. Nachbardistrikte sind Kandy im Norden, Badulla im Osten, Ratnapura im Süden und Kegalle im Westen.
Der Distrikt Nuwara Eliya hat eine Fläche von 1741 Quadratkilometern (davon 1706 Quadratkilometer Land und 35 Quadratkilometer Binnengewässer). Damit ist er flächenmäßig auf Rang 17 der Distrikte Sri Lankas.

## Bevölkerung
Nach der Volkszählung 2012 hat der Distrikt Nuwara Eliya 711.644 Einwohner. Mit 417 Einwohnern pro Quadratkilometer liegt die Bevölkerungsdichte deutlich über dem Durchschnitt Sri Lankas (325 Einwohner pro Quadratkilometer). Von den Bewohnern waren 340.347 (47,83 %) männlichen und 371.297 (52,17 %) weiblichen Geschlechts. Die Bevölkerung ist ausgesprochen jung. Dies verdeutlicht ein Blick auf die Altersverteilung.
| Alter  | 0–9 Jahre | 10–19 Jahre | 20–29 Jahre | 30–39 Jahre | 40–49 Jahre | 50–59 Jahre | 60–79 Jahre | 80 Jahre und mehr |
| Anzahl | 137.828   | 116.856     | 100.758     | 101.384     | 90.113      | 80.750      | 77.740      | 6.215             |
| Anteil | 19,37 %   | 16,42 %     | 14,16 %     | 14,25 %     | 12,66 %     | 11,35 %     | 10,92 %     | 0,87 %            |

### Bevölkerung des Distrikts nach Volksgruppen
Die Indischen Tamilen stellen die Bevölkerungsmehrheit der Einwohnerschaft des Distrikts Nuwara Eliya. Doch gibt es große Minderheiten anderer Volksgruppen.
Indische Tamilen
Die indischstämmigen Tamilen sind Nachfahren von Einwanderern aus Indien während der britischen Kolonialherrschaft. Bei der Volkszählung 1946 betrug ihr Bevölkerungsanteil im Distrikt Nuwara Eliya 57,3 %. Bei der nächsten Volkszählung 1953 war ihr Anteil mit 192.578 Personen oder 59,2 % noch höher. Im Gegensatz zu vielen anderen sri-lankischen Distrikten blieben die Angehörigen der Volksgruppe bis in die heutige Zeit im Land. Nur 1981 bildeten sie nicht die Bevölkerungsmehrheit. Heute bilden sie in den Divisions Ambagamuwa (71,60 % Indische Tamilen) und Nuwara Eliya (70,48 %) die Bevölkerungsmehrheit. Auch in den Divisions Kothmale (36,40 % Indische Tamilen) und Walapane (33,81 %) sind sie stark vertreten. Nur in der Division Hanguranketha (9,97 %) ist ihr Anteil sehr deutlich unter dem Durchschnitt. Ihr Anteil bewegt sich zwischen 9,97 % in Hanguranketha und 71,60 % in Ambagamuwa.
Singhalesen
Beinahe 40 % der Bewohner gehören zur Volksgruppe der Singhalesen. In drei der fünf Divisions stellen sie die Bevölkerungsmehrheit. Doch nur in der Division Hanguranketha sind sie mit 86,35 % Bevölkerungsanteil klar dominierend. In den Divisions Walapane (62,98 % Singhalesen) und Kothmale (52,58 %) ist ihre Mehrheit geringer. Nur zweitstärkste Volksgruppe sind sie in den Divisions Ambagamuwa (21,59 % Singhalesen) und Nuwara Eliya (20,00 %). Der singhalesische Bevölkerungsanteil bewegt sich zwischen 20,00 % in Nuwara Eliya und 86,35 % in Hanguranketha.
Sri-lankische Tamilen
Die sri-lankischen Tamilen stellen nur die drittgrößte Volksgruppe. Überdurchschnittlich vertreten sind sie in den Divisions Ambagamuwa (4,42 % Sri-lankische Tamilen) und Nuwara Eliya (6,55 %). Doch leben auch in den anderen drei Divisions zahlreiche Angehörige ihrer Volksgruppe. Ihr Anteil bewegt sich zwischen 2,38 % in Walapane und 6,55 % in Nuwara Eliya.
Moors
Nur viertstärkste Volksgruppe sind die Moors oder tamilischsprachigen Muslime. Sie sind eine bedeutende Bevölkerungsgruppe in der Division Kothmale (6,80 % Moors). In den beiden Divisions Hanguranketha und Walapane leben nur vereinzelte Angehörige ihrer Volksgruppe. Ihr Anteil bewegt sich zwischen 0,15 % in Hanguranketha und 6,80 % in Kothmale.
Übrige Volksgruppen
Die Malaien, Burgher, Sri Lanka Chetties und Bharathas sind kleine Minderheiten. Sie leben verstreut in allen Divisions des Distrikts Nuwara Eliya. Doch sind zahlreiche Angehörige der Burgher (422 Personen oder 55,5 % ihrer Ethnie) und Malaien (323 Personen oder 59,5 % ihrer Ethnie) in der Division Nuwara Eliya zuhause. Fast ganz verschwunden ist die Volksgruppe der Indischen Moors (1946 noch 0,46 % der Bewohner oder rund 1.200 Menschen).
| Jahr                                                    | Singhalesen1 | Singhalesen1 | Sri-Lanka-Tamilen2 | Sri-Lanka-Tamilen2 | Tamilen2 | Tamilen2 | Moors3 | Moors3 | Burgher | Burgher | Malaien | Malaien | Andere4 | Andere4 | Total   | Total    |
| Jahr                                                    | No.          | %            | No.                | %                  | No.      | %        | No.    | %      | No.     | %       | No.     | %       | No.     | %       | No.     | %        |
| ------------------------------------------------------- | ------------ | ------------ | ------------------ | ------------------ | -------- | -------- | ------ | ------ | ------- | ------- | ------- | ------- | ------- | ------- | ------- | -------- |
| 1981                                                    | 254.375      | 42,14 %      | 76.449             | 12,67 %            | 257.478  | 42,66 %  | 12.163 | 2,02 % | 696     | 0,12 %  | 1.136   | 0,19 %  | 1.280   | 0,21 %  | 603.577 | 100,00 % |
| 2001                                                    | 282.621      | 40,17 %      | 46.066             | 6,55 %             | 355.830  | 50,57 %  | 16.555 | 2,35 % | 632     | 0,09 %  | 1.059   | 0,15 %  | 847     | 0,12 %  | 703.610 | 100,00 % |
| 2012                                                    | 282.053      | 39,63 %      | 32.563             | 4,58 %             | 377.637  | 53,07 %  | 17.652 | 2,48 % | 761     | 0,11 %  | 543     | 0,08 %  | 435     | 0,06 %  | 711.644 | 100,00 % |
| Quelle: Volkszählungen in Sri Lanka 1981, 2001 und 2012 |              |              |                    |                    |          |          |        |        |         |         |         |         |         |         |         |          |

1 Tiefland- und Kandy-Singhalesen zusammen2 Sri-Lanka-Tamilen und indische Tamilen separat 3 nur sri-lankische Moors4 davon 2001 108 Sri Lanka Chetties und 26 Bharathas; 2012 75 Sri Lanka Chetties und 11 Bharathas

### Bevölkerung des Distrikts nach Bekenntnissen
Die Verteilung der Glaubensbekenntnisse ist großteils ein Spiegelbild der ethnischen Verhältnisse. Der Hinduismus, dem die Mehrheit der sri-lankischen und indischen Tamilen angehört, ist im Distrikt Nuwara Eliya heute die stärkste Glaubensgemeinschaft. Der Buddhismus, dem die Mehrheit der Singhalesen angehört, folgt danach auf Rang zwei. Trotz zahlreicher Rückübertritte – vom Christentum zum Buddhismus – von Singhalesen in den vergangenen zweihundert Jahren übersteigt das Christentum die Zahl der Burgher und Sri Lanka Chetties. Im gesamten Distrikt leben mehrere Tausend singhalesische Christen. Über 70 % dieser singhalesischen Christen leben in der Division Nuwara Eliya. Bedeutend höher ist distriktweit mit fast 50.000 Personen die Zahl der tamilischen Christen. Jeweils fast 20.000 tamilische Christen leben in den Divisions Nuwara Eliya und Ambagamuwa. Ihretwegen ist das Christentum die drittstärkste Religionsgemeinschaft des Distrikts. Nur an vierter Stelle steht der Islam, dem die Moors und Malaien angehören.
| Jahr                                                    | Buddhisten | Buddhisten | Hindus  | Hindus  | Muslime | Muslime | Katholiken | Katholiken | andere Christen | andere Christen | Andere | Andere | Total   | Total    |
| Jahr                                                    | No.        | %          | No.     | %       | No.     | %       | No.        | %          | No.             | %               | No.    | %      | No.     | %        |
| ------------------------------------------------------- | ---------- | ---------- | ------- | ------- | ------- | ------- | ---------- | ---------- | --------------- | --------------- | ------ | ------ | ------- | -------- |
| 1981                                                    | 251.247    | 41,63 %    | 303.571 | 50,30 % | 14.902  | 2,47 %  | 28.382     | 4,70 %     | 5.312           | 0,88 %          | 163    | 0,03 % | 603.577 | 100,00 % |
| 2001                                                    | 279.139    | 39,67 %    | 359.135 | 50,10 % | 19.099  | 2,71 %  | 35.008     | 4,98 %     | 10.741          | 1,53 %          | 488    | 0,07 % | 703.610 | 100,00 % |
| 2012                                                    | 278.254    | 39,10 %    | 363.163 | 51,03 % | 21.116  | 2,97 %  | 33.476     | 4,70 %     | 15.508          | 2,18 %          | 127    | 0,02 % | 711.644 | 100,00 % |
| Quelle: Volkszählungen in Sri Lanka 1981, 2001 und 2012 |            |            |         |         |         |         |            |            |                 |                 |        |        |         |          |

### Bevölkerungsentwicklung
Die Bevölkerung des Distrikts Nuwara Eliya wächst seit der Jahrtausendwende kaum noch. Im Zeitraum von 2001 bis 2012 (den beiden letzten Volkszählungsjahren) betrug der Zuwachs nur noch 8.034 Menschen. Dies ist ein Wachstum von 1,14 %. Seit der Unabhängigkeit hat die Einwohnerschaft allerdings stark zugenommen (+ 165 %).

### Bedeutende Orte
Der Distrikt ist ländlich geprägt. Einziger Ort von Bedeutung ist Nuwara Eliya mit (2012) 23.804 Einwohnern.

## Verwaltung
Der Vorsteher des Distrikts trägt den Titel District Secretary. Der Distrikt ist weiter in fünf Divisionen (unter einem Division Secretary) unterteilt. Die Städte und größeren Orte haben eine eigene Verwaltung (Gemeindeparlament oder Gemeinderat). Es gibt 491 Dorfverwaltungen (Grama Niladharis) für die 1134 Dörfer im gesamten Distrikt.
| Name                  | Hauptort      | Einwohner 2012 | Fläche in km² | Dichte | GN  | Dörfer |
| --------------------- | ------------- | -------------- | ------------- | ------ | --- | ------ |
| Ambagamuwa            | Ginigattena   | 205.723        | 489           | 421    | 67  | 196    |
| Hanguranketha         | Hanguranketha | 88.528         | 229           | 387    | 131 | 296    |
| Kothmale              | Kothmale      | 101.180        | 225           | 450    | 96  | 249    |
| Nuwara Eliya          | Nuwara Eliya  | 212.094        | 478           | 444    | 72  | 99     |
| Walapane              | Nildandahinna | 104.119        | 320           | 325    | 125 | 294    |
| Distrikt Nuwara Eliya | Nuwara Eliya  | 711.644        | 1.706         | 417    | 491 | 1.134  |